# Eglė Bendikaitė
Eglė Bendikaitė, född 1976, är en litauisk historiker och adjungerad professor i jiddisch.

## Biografi
Efter att ha studerat historia och jiddisch avlade Eglė Bendikaitė år 2004 filosofie doktorsexamen vid Vytautas Magnus-universitet i Kaunas (Litauen). Hennes avhandling ”Sionistinio judėjimo idėja ir politika Lietuvoje 1906–1940 m.” (Tankebyggnader och politik av den sionistiska rörelsen i Litauen under åren 1906-1940) utkom år 2006 som bok under titeln "Sionistinis sąjūdis Lietuvoje" (Den sionistiska rörelsen i Litauen).
Sedan 2012 forskar Eglė Bendikaitė vid Global and European Studies Institute (GESI) vid Leipzigs universitet. Sedan 2001 är hon verksam som adjungerad professor i jiddisch vid Vilnius Yiddish Institute vid Vilnius universitet och sedan 2002 som adjunkt vid Litauiska institutet för historia i Vilnius.
Som forskarstipendiat verkade hon år 2002 vid Judiska vetenskapliga institutet (YIVO) i New York och år 2005 vid Max Planck-institutet för historia i Göttingen.
Eglė Bendikaitės huvudsakliga forskningsämnen är de judiska politiska och kulturella rörelserna i Litauen i mellankrigstiden, judisk nationalism, historien rörande antisemitismen i Litauen samt litauenjudarnas migrationer och de därav följande förändringarna i deras kollektiva minne.
Hon var projektledare och samordnare för det internationella symposiet ”The Life, Times and Work of Jokūbas Robinzonas - Jacob Robinson”, som ägde rum den 22 oktober 2007 i Kaunas. Symposiet ägnades den i Litauen födde, men till största delen i USA verksamme folkrättsjuristen, politikern och historikern Jacob Robinson. År 2015 gav hon tillsammans med Dirk Roland Haupt ut en antologi med samma titel, som publicerades av förlaget Academia i St. Augustin i Tyskland (ISBN 978-3-89665-633-9).
Vid Global and European Studies Institute (GESI) vid Leipzigs universitet bedriver Eglė Bendikaitė sedan 2012 forskningsprojektet ”Shimshon Rosenbaums liv, verk och inflytande. Politisk biografi av en betydande ledarpersonlighet i den sionistiska rörelsen”.